# Ľubomír Roháčik
Ľubomír Roháčik (* 20. května 1954, Poprad) je bývalý slovenský hokejista, obránce.

## Hokejová kariéra
V československé lize hrál za Slovan Bratislava CHZJD a Duklu Jihlava. Se Slovanem získal v roce 1979 mistrovský titul. Za reprezentaci Československa nastoupil v září 1977 ve 2 utkáních proti Sovětskému svazu v Praze. Reprezentoval Československo na mistrovství světa juniorů do 20 let v roce 1974, kde tým skončil na 5. místě a na mistrovství Evropy juniorů do 19 let v roce 1973, kde tým skončil na 3. místě.

## Klubové statistiky
| Sezona    | Klub                    | Soutěž  | Základní část | Základní část | Základní část | Základní část | Základní část |
| Sezona    | Klub                    | Soutěž  | Z             | G             | A             | B             | TM            |
| --------- | ----------------------- | ------- | ------------- | ------------- | ------------- | ------------- | ------------- |
| 1977/1978 | Slovan Bratislava CHZJD | 1. liga | 11            | 3             | 2             | 5             | 4             |
| 1978/1979 | Slovan Bratislava CHZJD | 1. liga | -             | -             | -             | -             | -             |
| 1979/1980 | Slovan Bratislava CHZJD | 1. liga | 44            | 4             | 6             | 10            | 23            |
| 1980/1981 | Slovan Bratislava CHZJD | 1. liga | 43            | 4             | 7             | 11            | 26            |
| 1981/1982 | Slovan Bratislava CHZJD | 2. liga | -             | -             | -             | -             | -             |
| 1982/1983 | Slovan Bratislava CHZJD | 1. liga | 44            | 7             | 4             | 11            | 34            |
| 1983/1984 | Slovan Bratislava CHZJD | 1. liga | 38            | 3             | 7             | 10            | 36            |
| 1984/1985 | Slovan Bratislava CHZJD | 1. liga | 29            | 2             | 6             | 8             | 18            |

## Trenérská kariéra
Po skončení aktivní kariéry vedl jako hlavní trenér týmy HK Spišská Nová Ves, Podhale Nowy Targ, HSC Csíkszereda a STS Sanok.